# سوئینی ۸۳۷۸
سیارک ۸۳۷۸ (به انگلیسی: 8378 Sweeney، نامگذاری:1992SN1) هشت هزار و سیصد و هفتاد و هشتمین سیارک کشف شده‌است که در ۲۳ سپتامبر ۱۹۹۲ کشف شد.
قدر مطلق سیارک برابر ۱۲٫۷۰ است.